# Franskt kungsljus
Franskt kungsljus (Verbascum chaixii) är en flenörtsväxtart som beskrevs av Dominique Villars. Franskt kungsljus ingår i släktet kungsljus, och familjen flenörtsväxter. Inga underarter finns listade i Catalogue of Life.